# Augusto Pedro de Mendóça Rolim de Moura Barreto
 Augusto Pedro de Mendóça Rolim de Moura Barreto  (Lisboa, 4 de agosto de 1835 - Lisboa,  22 de noviembre de 1914) fue un político y aristócrata portugués.

## Vida y familia
Nació en Lisboa, el 4 de agosto] de 1835, siendo el hijo menor de Nuno José Severo de Mendóça Rolim de Moura Barreto, I duque de Loulé, II marqués de Loulé y IX conde de Vale de Reis, y de la Infanta Ana de Jesús María de Braganza y Borbón.
Fue nieto paterno de Agostinho Domingos José de Mendóça Rolim de Moura Barreto, I marqués de Loulé y VIII conde de Vale de Reis, y de Maria Margarida do Carmo de Lorena e Menezes (hija de los Marqueses de Marialva y nieta de los Duques de Cadaval).
Nieto materno del rey Juan VI de Portugal y de la reina Carlota Joaquina de Borbón. Por el lado de su madre, era primo hermano de la reina María II de Portugal, del emperador Pedro II de Brasil, del pretendiente Miguel II, del Conde de Montemolín y del Conde de Montizón.
Político y diplomático, fue Agregado en la Legación de Portugal en Londres (1853-1859) y Diputado de la Nación por el Círculo de Loulé (1861-1864). 
En 1861, adquiere el Palácio de Palhavã, hoy Embajada de España en Portugal, emprendiendo de inmediato grandes restauraciones y mejoras en la propiedad.
Junto con sus hermanos fue heredero, en 1874, de parte de los bienes su tía María Teresa de Braganza, quien había contraído matrimonio con el Infante Carlos María Isidro de Borbón, pretendiente carlista al trono de España con el nombre de Carlos V.

## Matrimonio y descendencia
Contrajo matrimonio con Maria da Assunção Ferreira, dama de la reina Amelia de Orleans, hija de António Bernardo Ferreira, Caballero de la Casa Real, y de Antónia Adelaide Ferreira (conocida como “A Ferreirinha”), poseedora de una gran fortuna en Oporto y en Alto Duero.
De este matrimonio nacieron doce hijos:
- Nuno de Mendóça Rolim de Moura Barreto, IV Conde de Azambuja (Lisboa, 20 de enero de 1861), casado con Maria Bernardina Manoel de Mendonça Côrte-Real, de los marqueses de Tancos.
- Antónia Josefa de Jesus Maria Francisca Xavier de Mendóça (Lisboa, 9 de diciembre de 1861), casada con José de Mello, de los marqueses de Sabugosa.
- António José de Mendóça Rolim de Moura Barreto (Lisboa, 7 de noviembre de 1862), con sucesión bastarda.
- Ana de Jesus Maria de Mendóça Rolim de Moura Barreto (Lisboa, 7 de diciembre de 1863), casada con Miguel Evaristo Teixeira de Barros.
- Pedro José de Mendóça Rolim de Moura Barreto (Lisboa, 10 de octubre de 1864), casado con Adelaide Maria José de Almeida e Vasconcelos, II condesa de Mossâmedes.
- Maria Margarida José de Jesus Francisca Xavier de Mendóça (Lisboa, 25 de octubre de 1865), casada con António José Maria da Horta Telles Machado de Franca, I conde de Marim.
- Maria do Carmo de Mendóça Rolim de Moura Barreto (Lisboa, 27 de diciembre de 1866), casada con Enrico, Conde Zileri dal Verme degli Obbizi.
- Carlota José de Jesus Maria Francisca Xavier de Mendóça Rolim de Moura Barreto (Lisboa, 6 de abril de 1868), casada con José Cyrne de Sousa Madureira de Azevedo Canavarro.
- Maria Teresa de Mendóça (Lisboa, 14 de septiembre de 1869), casada con José António de Siqueira Freire, de los condes de São Martinho.
- Francisca Xavier José de Mendóça (Lisboa, 18 de octubre de 1870), casada con Luís José Machado de Mendonça Eça Osório Castelo-Branco Vasconcelos e Sousa, III conde da Figueira.
- José Maria de Mendóça Rolim de Moura Barreto (Lisboa, 9 de noviembre de 1871), casado con Berta de Andrade Bastos.
- Maria Luísa de Mendóça Rolim de Moura Barreto (Lisboa, 2 de marzo de 1875), casada con Ramón de Olazábal y Álvarez de Eulate, II conde de Arbelaiz.

## Títulos y señoríos
- III conde de Azambuja
- XXV señor de la Vila de Azambuja y de Montargil
- XV señor de Quarteira